# Поодиноко стоячі віковічні сосни (пам'ятка природи)
Поодиноко стоячі віковічні сосни — ботанічна пам'ятка природи місцевого значення. Пам'ятка природи розташована в Самарівському районі Дніпропетровської області, Новомосковське лісництво кв.30 .
Площа — 0,4 га, створено у 1972 році.

## Галерея

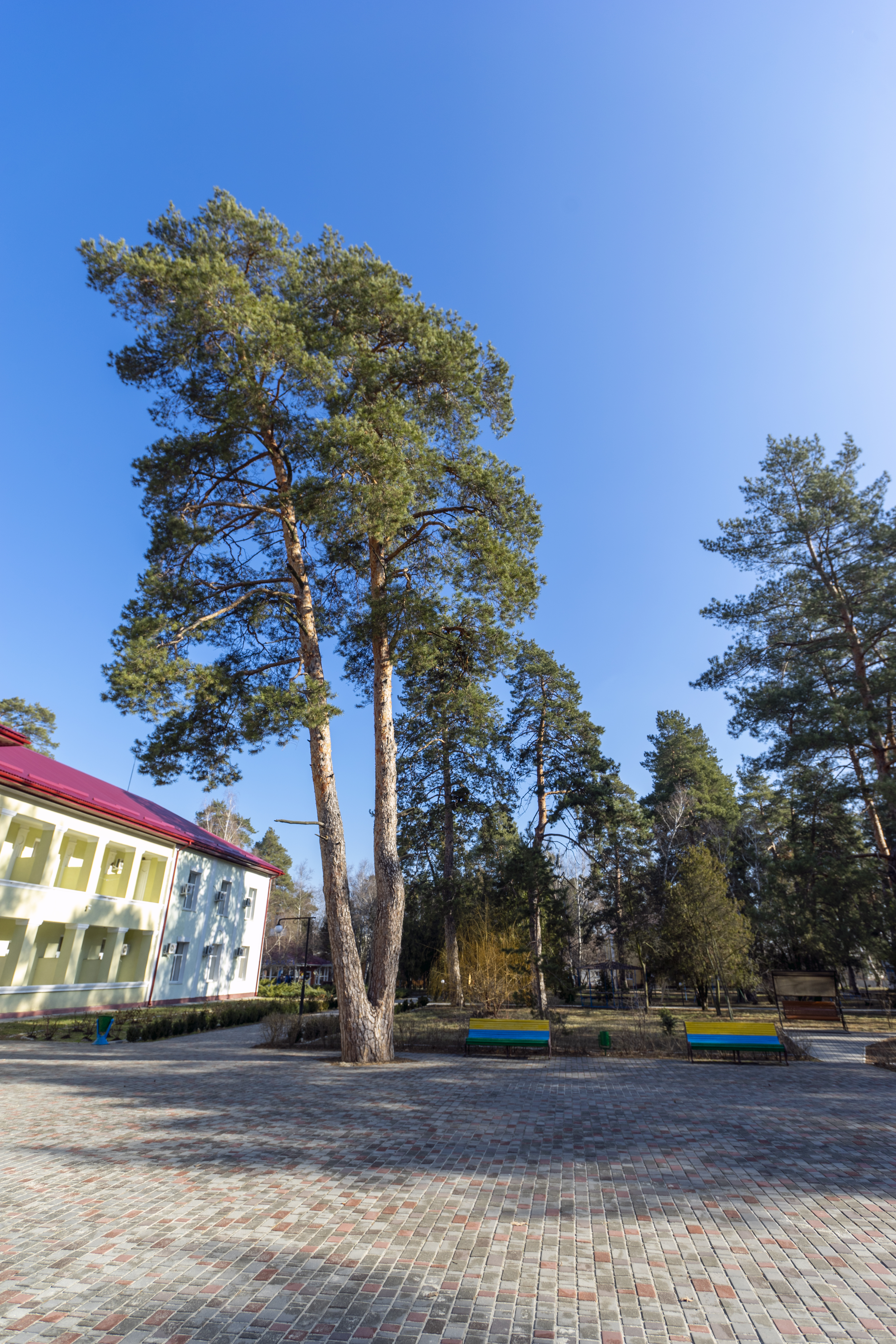
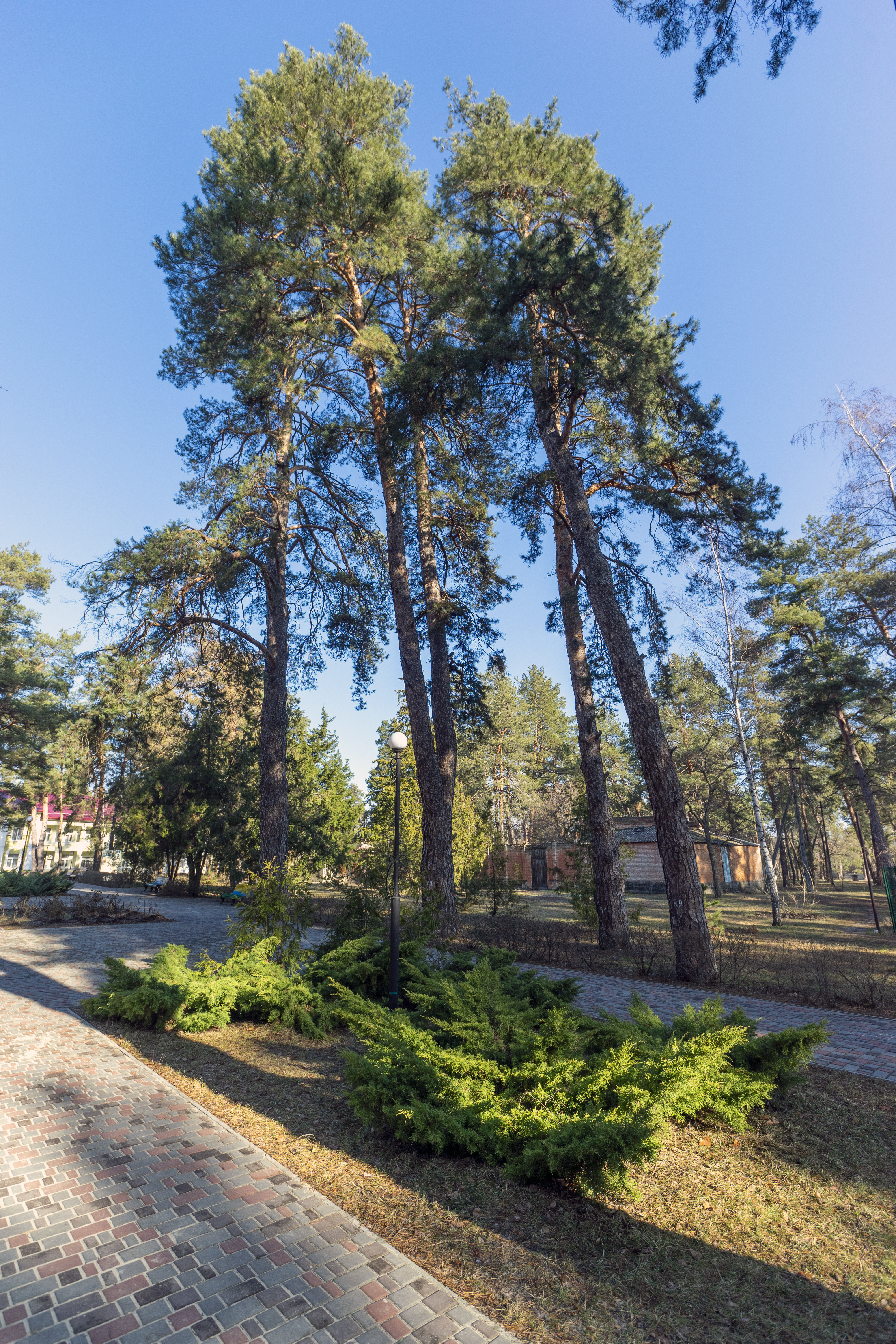
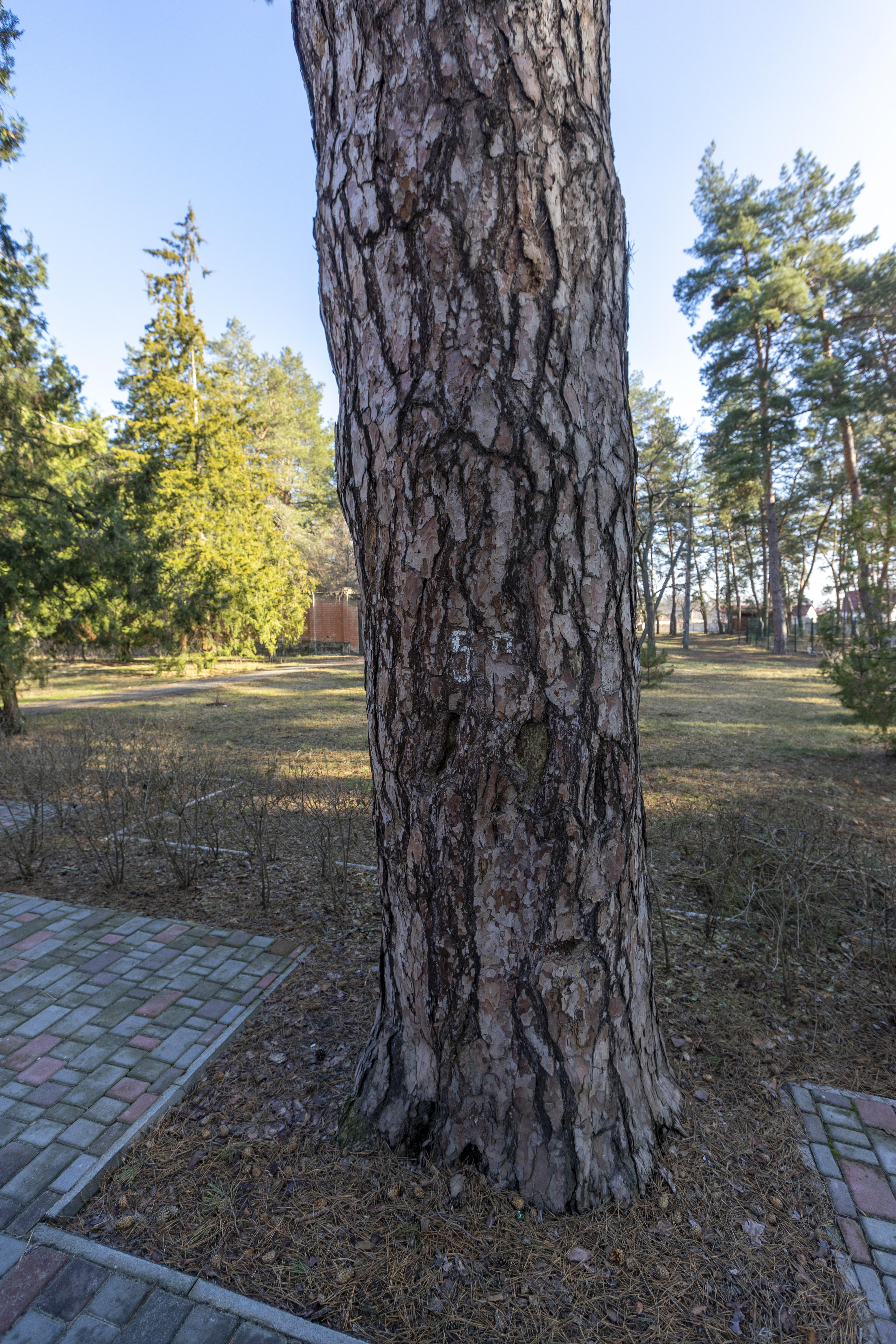